# Svartálfaheimr
Svartálfaheimr, è, nella cosmologia della mitologia norrena, uno dei Nove Mondi (Nío Heimar), dove dimorano gli Svartálfar o Døkkálfar, elfi oscuri descritti dallo storico Snorri Sturluson nel Gylfaginning (L'inganno di Gylfi), insieme ad alcuni nani.

## Etimologia
Il termine deriva dal norreno, significa letteralmente Paese degli elfi neri, in antico inglese Sweartælfaham

## Nel mito
Tale mito ha origine all'inizio dei tempi, quando in occasione del sacrificio del gigantesco Ymir, si ebbe il nuovo ordine stabilito dagli Æsir: il cadavere diede origine all'universo e il suo cranio fu la volta celeste che tutto avvolgeva. Luce, calore e tempo furono creati da Sól e Máni, dal sangue che sterminò la razza dei giganti primordiali nacque invece l'oceano (úthaf).
Nove mondi furono creati dove abitavano dei, elfi, nani e altre creature, tutti posti nelle varie direzioni cardinali, uno di essi fu Svartálfaheimr.

## Pareri secondari
Esistono pareri discordanti del rapporto dei Svartálfr con i nani (Dvergar), alcuni studiosi affermano che essi coabitavano, altri che si trattasse dello stesso popolo.

## Cultura di massa
Il regno dei nani compare nel videogioco God of War, tuttavia non è esplorabile. Sarà un regno esplorabile nel sequel God of War: Ragnarok. Il regno dei nani inoltre, è presente anche nel videogioco Assassin’s Creed: Valhalla : L’alba del Ragnarok.